# Tân Hội, Mỏ Cày Nam
Tân Hội là một xã thuộc huyện Mỏ Cày Nam, tỉnh Bến Tre, Việt Nam.

## Địa lý
Xã Tân Hội nằm ở trung tâm huyện Mỏ Cày Nam, có vị trí địa lý:
- Phía đông giáp thị trấn Mỏ Cày
- Phía tây và phía bắc giáp huyện Mỏ Cày Bắc
- Phía nam giáp xã Đa Phước Hội và xã An Thạnh.

Xã có diện tích tự nhiên là 8,68 km², dân số năm 2009 là 8.089 người, mật độ dân số đạt 932 người/km².

## Hành chính
Xã Tân Hội được chia thành 4 ấp: Hội Thành, Phú Quới, Tân Lộc, Vĩnh Hòa.

## Lịch sử
Xã Tân Hội được thành lập vào ngày 9 tháng 2 năm 2009 trên cơ sở điều chỉnh 731,267 ha diện tích tự nhiên và 6.534 người của xã Đa Phước Hội; 136,4 ha diện tích tự nhiên và 1.555 người của xã Khánh Thạnh Tân.
Sau khi thành lập, xã có 867,667 ha diện tích tự nhiên và 8.089 người.